# Aloe zakamisyi
Aloe zakamisyi ist eine Pflanzenart der Gattung der Aloen in der Unterfamilie der Affodillgewächse (Asphodeloideae). Das Artepitheton zakamisyi ehrt Herrn Zakamisy, der den Erstbeschreibern den Weg zum Wuchsort der Pflanzen zeigte.

## Beschreibung

### Vegetative Merkmale
Aloe zakamisyi wächst stammbildend, ist verzweigt und bildet große Gruppen. Die Stämme erreichen eine Länge von bis zu 45 Zentimeter und sind 1,5 Zentimeter dick. Die acht bis zwölf ausgebreiteten bis ausgestreckten, schmal deltoiden Laubblätter sind rinnig und besitzen zurückgebogene Spitzen. Die dunkelgrüne, leicht bläulich überhauchte Blattspreite ist 40 Zentimeter lang und 1,5 Zentimeter breit. Die weißen Zähne am Blattrand sind 3 Millimeter lang und stehen 10 Millimeter voneinander entfernt. Der blassgelbe Blattsaft trocknet fast klar.

### Blütenstände und Blüten
Der einfache Blütenstand erreicht eine Länge von bis zu 28 Zentimeter. Die ziemlich lockeren, konisch-zylindrischen Trauben sind etwa 12 Zentimeter lang. Die weißen, braunnervigen Brakteen weisen eine Länge von 8 bis 10 Millimeter auf. Die zylindrischen, leicht gebogenen, strahlend roten Blüten stehen an 6 Millimeter langen, roten Blütenstielen. Die Blüten sind 24 Millimeter lang. Auf Höhe des Fruchtknotens weisen die Blüten einen Durchmesser von 4 Millimeter auf. Darüber sind sie zur Mündung verengt. Ihre äußeren Perigonblätter sind auf einer Länge von etwa 3 Millimetern nicht miteinander verwachsen. Die Staubblätter und der Griffel ragen 1 bis 3 Millimeter aus der Blüte heraus.

## Systematik und Verbreitung
Aloe zakamisyi ist auf Madagaskar in der Provinz Antsiranana auf porösem Kalkstein in Höhen von 150 Metern verbreitet. Die Art ist nur vom Typusfundort bekannt.
Die Erstbeschreibung durch Thomas A. McCoy und John Jacob Lavranos wurde 2007 veröffentlicht.

## Nachweise